# Arethusana ganda
Arethusana ganda är en fjärilsart som beskrevs av Pionneau 1923. Arethusana ganda ingår i släktet Arethusana och familjen praktfjärilar. Inga underarter finns listade i Catalogue of Life.